# Cretoxyrhina
Cretoxyrhina es un género extinto de un tiburón de gran tamaño que vivió a finales del período Cretácico, entre hace 100 a 82 millones de años. Es conocido ocasionalmente como el tiburón ginsu.

## Fisiología

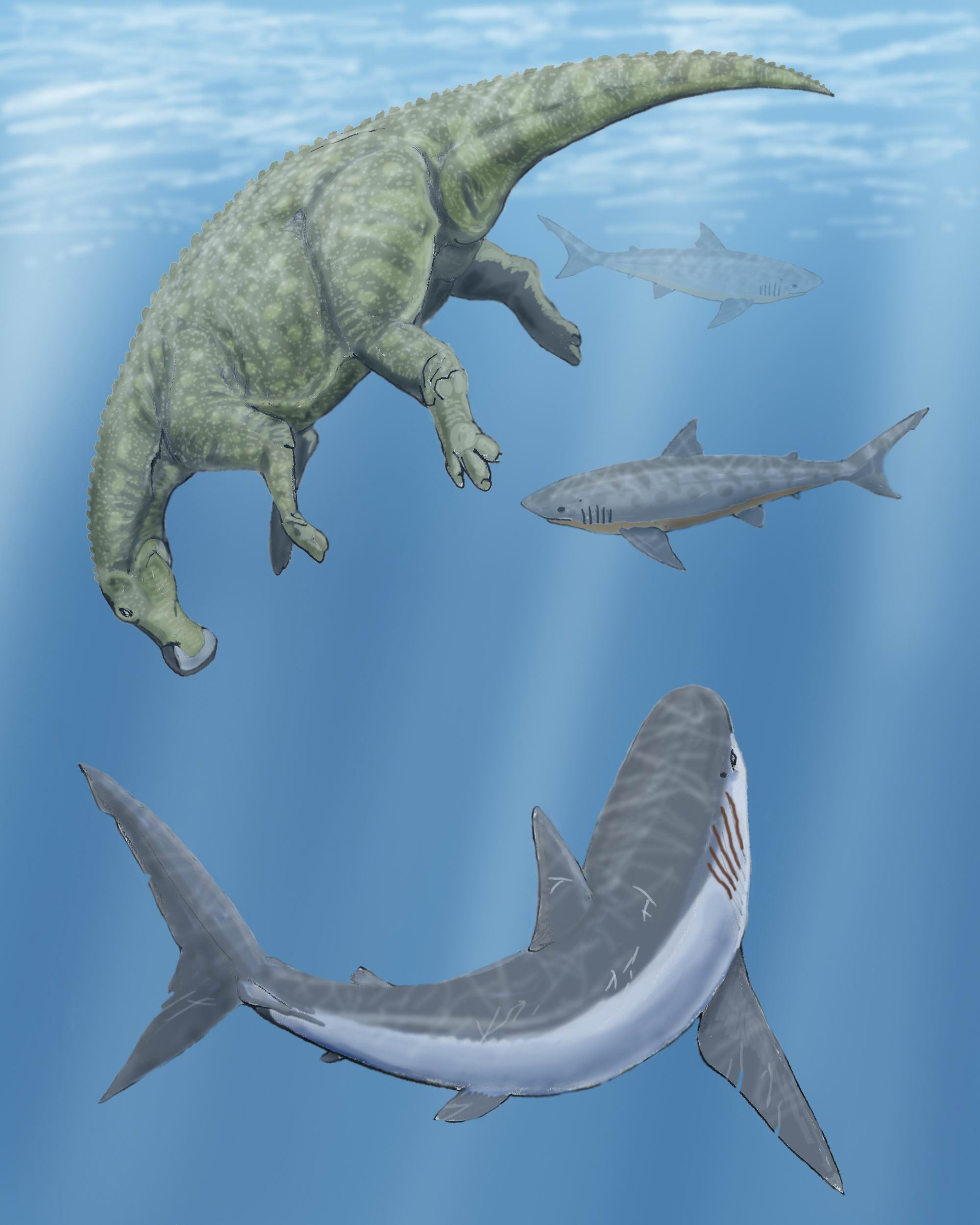
Un Cretoxyrhina y dos Squalicorax rodean a un Claosaurus muerto.

### Identificación y especímenes preservados
Este tiburón fue identificado por primera vez por el famoso naturalista suizo Louis Agassiz en 1843 a partir de fósiles hallados en Francia, como Cretoxyhrina mantelli en su obra monumental Recherche sur les Poissons fossiles (investigación sobre los peces fósiles). Sin embargo, el espécimen más completo de este tiburón fue descubierto en 1890, por el buscador de fósiles Charles H. Sternberg. Él publicó sus hallazgos de este espécimen en 1907. El espécimen comprende una columna vertebral casi completa hallada en asociación anatómica y cerca de 250 dientes asociados. Esta clase de preservación de tiburones fósiles es muy rara debido a que su esqueleto está compuesto de cartílago, el cual difícilmente se fosiliza. Sternberg nombró a este ejemplar Oxyrhina mantelli. Este espécimen representa a un individuo de 6,1 metros de largo. Fue excavado en Hackberry Creek, en el condado de Gove, Kansas.
En años posteriores, se han hallado varios otros especímenes. Uno de estos fue descubierto en 1891 por George Sternberg, y fue alojado en un museo en Múnich. Se reportó que este espécimen también mediría unos 6 metros de largo, pero fue destruido durante un bombardeo sobre Múnich en la Segunda Guerra Mundial.

### Nombre común
Cretoxyhrina mantelli no tenía nombre común en la literatura científica inicial y cerca de 30 sinónimos más modernos le fueron asignados. Dado que se alimentaba cortando a sus víctimas en pedazos del tamaño de una mordida, los paleontólogos K. Shimada y M. J. Everhart le dieron el nombre de tiburón ginsu. La palabra ginsu se refiere a una conocida marca de cuchillos.

### Anatomía física
El tiburón ginsu está entre los tiburones fósiles mejor entendidos a la fecha. Varios especímenes preservados han revelado una gran cantidad de información acerca de las características físicas y estilo de vida de estos antiguos tiburones depredadores.

#### Dentición

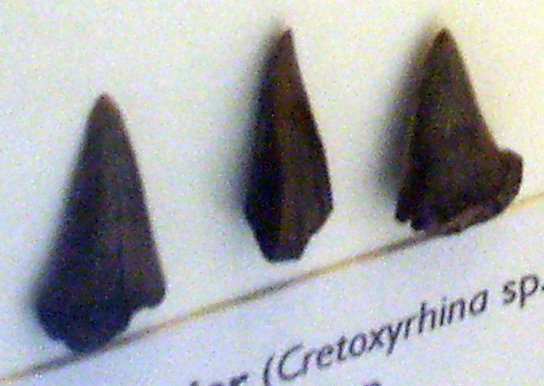
Dientes de Cretoxyrhina sp. en el Museo Geológico de Copenhague

Los dientes fósiles de C. mantelli miden más de 7 centímetros de largo, son curvados y de bordes lisos, con una gruesa capa de esmalte. El tiburón ginsu poseía 34 dientes en su mandíbula superior y 36 en la inferior, en cada fila.

#### Tamaño
C. mantelli crecía hasta los 7 metros de largo y rivalizaba en tamaño con el actual gran tiburón blanco, Carcharodon carcharias.

#### Apariencia física
El espécimen de la Caliza de Niobrara del oeste de Kansas apoya la idea de que la forma corporal de C. mantelli se parecía mucho a la del actual tiburón blanco. La morfología de la aleta caudal del tiburón ginsu indica que este era un tiburón activo, capaz de nadar rápidamente.

## Distribución
Este tiburón vivió en los mares del mundo entre el Cenomaniense al Campaniense, incluyendo el antiguo Mar de Niobrara de Norteamérica.

## Alimentación
El tiburón ginsu era el mayor tiburón de su época y estaba entre los principales depredadores de los mares. El registro fósil revela que cazaba a una gran variedad de animales marinos como los mosasáuridos, como Tylosaurus, plesiosaurios como Elasmosaurus, Xiphactinus, y tortugas protostégidas como Archelon.

### Videos educativos
- Mega Beasts: Sea of Killers (en inglés)

- Datos: Q620515
- Multimedia: Cretoxyrhina / Q620515
- Especies: Cretoxyrhina